# تصفيات كأس الأمم الإفريقية 2019 المجموعة ب
ستكون المجموعة ب من مسابقة تصفيات كأس الأمم الأفريقية لكرة القدم 2019 واحدة من المجموعات الـ12 التي تقرر الفرق المؤهلة لمسابقة نهائيات كأس الأمم الأفريقية لكرة القدم 2019. وتتألف المجموعة من أربعة فرق هي: الكاميرون، والمغرب، ومالاوي، وجزر القمر (الفائزة بالجولة التمهيدية).
الفرق تلعب ضد بعضها البعض في نظام دورة روبن ذهاب وإيابًا بين يونيو 2017 ومارس 2019.
ويتأهل الفائز بالمجموعة لكأس الأمم الأفريقية لكرة القدم 2019، بينما يتأهل الوصيف أيضًا إذا كان من بين أفضل ثلاثة وصيفين، على الرغم من أن الكاميرون هي البلد المضيف للبطولة النهائية وقد تأهلت بالفعل بشكل تلقائي، فإن جميع مباريات الفريق المضيف ستسحبنا إلى السيناريوهات الثلاثة التالية المحتملة: 
- إذا كان الفريق المضيف هو الفائز في المجموعة، فسوف يتأهل الفائز بالمركز الثاني إلى الدورة النهائية. لن يكون أي فريق آخر مؤهلاً للتأهل من هذه المجموعة.
- إذا كان الفريق المضيف هو صاحب المركز الثاني، فإن الفائز في المجموعة فقط هو المؤهل للبطولة النهائية.
- إذا كان الفريق المضيف في المركز الثالث أو الرابع، فإن الفائز في المجموعة يتأهل إلى الدورة النهائية وسيكون المؤهل الثاني مؤهلاً للتأهل كأحد أفضل الوصيفين.

## الترتيب
| م | الفريق    | لعب | ف | ت | خ | أ.له | أ.ع | أ.ف | نقاط | التأهل            |     |     |     |     |     |
| - | --------- | --- | - | - | - | ---- | --- | --- | ---- | ----------------- | --- | --- | --- | --- | --- |
| 1 | المغرب    | 6   | 3 | 2 | 1 | 8    | 3   | +5  | 11   | المسابقة النهائية |     | —   | 2–0 | 3–0 | 1–0 |
| 2 | الكاميرون | 6   | 3 | 2 | 1 | 6    | 3   | +3  | 11   | المسابقة النهائية |     | 1–0 | —   | 1–0 | 3–0 |
| 3 | مالاوي    | 6   | 1 | 2 | 3 | 2    | 6   | −4  | 5    |                   |     | 0–0 | 0–0 | —   | 1–0 |
| 4 | جزر القمر | 6   | 1 | 2 | 3 | 5    | 9   | −4  | 5    |                   | 2–2 | 1–1 | 2–1 | —   |     |

1. ↑  تأهلت الكاميرون تلقائيا بصفتها الدولة المستضيفة.

## المباريات
| مالاوي   | 1–0   | جزر القمر |
| -------- | ----- | --------- |
| فيري 31' | تقرير |           |

| الكاميرون  | 1–0   | المغرب |
| ---------- | ----- | ------ |
| أبوبكر 29' | تقرير |        |

| المغرب | ضد    | مالاوي |
| ------ | ----- | ------ |
|        | تقرير |        |

| جزر القمر | ضد    | الكاميرون |
| --------- | ----- | --------- |
|           | تقرير |           |

| الكاميرون | ضد    | مالاوي |
| --------- | ----- | ------ |
|           | تقرير |        |

| المغرب | ضد    | جزر القمر |
| ------ | ----- | --------- |
|        | تقرير |           |

| مالاوي | ضد    | الكاميرون |
| ------ | ----- | --------- |
|        | تقرير |           |

| جزر القمر | ضد    | المغرب |
| --------- | ----- | ------ |
|           | تقرير |        |

| المغرب | ضد    | الكاميرون |
| ------ | ----- | --------- |
|        | تقرير |           |

| جزر القمر | ضد    | مالاوي |
| --------- | ----- | ------ |
|           | تقرير |        |

| مالاوي | ضد    | المغرب |
| ------ | ----- | ------ |
|        | تقرير |        |

| الكاميرون | ضد    | جزر القمر |
| --------- | ----- | --------- |
|           | تقرير |           |

## وصلات خارجية
- 32nd Edition Of Total Africa Cup Of Nations, CAFonline.com